# Henry Trujillo
Henry Trujillo (Mercedes, 11 de enero de 1965) es un escritor, sociólogo y profesor uruguayo.
Considerado uno de los mayores exponentes de la novela policial y la novela negra de la literatura rioplatense.[cita requerida]

## Vida
Trujillo nació en Mercedes, y en 1981 se traslada a Montevideo. Es profesor de Sociología en la Facultad de Derecho  de la Universidad de la República y Licenciado en Sociología. Ha colaborado con el suplemento Cultural de El país, donde publicó varios relatos breves. Participa en la fundación de la Casa de los escritores de Uruguay. 
En 1993 participa en el Concurso Nacional de Narradores de la Banda Oriental con su nouvelle Torquator. Dicho texto obtuvo la primera mención y fue publicado con prólogo de Washington Benavides. 
Desde allí su nombre comienza a sonar en los círculos literarios del país. En 2002 la novela se lleva al cine con el nombre "La espera", dirigida por Aldo Garay, con guion de Sebastián Bednarik y Coral Godoy. 
En 1996 publica El vigilante, novela que es bien recibida por la crítica, reeditada varias veces y llevada a la televisión en 2012 como dos episodios de la serie de unitarios de Canal 10, Somos.
En 1998 publica Gato que aparece en la noche, volumen de cuentos que reúne sus dos primeras novelas y que será éxito de ventas. Al año siguiente presenta La persecución, su tercera novela. En 2001 publica El fuego y otros cuentos y tres años más tarde, da a conocer su cuarta novela, Ojos de caballo, considerada por la crítica el más maduro de sus trabajos. Por esta novela gana el Primer Premio del Ministerio de Educación y Cultura.
En 2007 aparece Tres buitres, su quinta novela y en 2010 la colección Tres novelas cortas y otros relatos, donde se aúnan Torquator, El vigilante, La persecución y sus cuentos publicados hasta el momento. El libro significa un éxito de ventas, logrando en poco tiempo más de 10 000 ejemplares vendidos. [cita requerida]

## Libros
| Año  | Título                               | ISBN          | Editorial      | Otros                                                                       |
| ---- | ------------------------------------ | ------------- | -------------- | --------------------------------------------------------------------------- |
| 1993 | Torquator                            |               |                | Primera mención en el Concurso Nacional de Narradores de la Banda Oriental. |
| 1996 | El Vigilante.                        |               | Banda Oriental |                                                                             |
| 1998 | Gato que aparece en la noche.        | 9974-1-0034-8 |                |                                                                             |
| 1999 | La Persecución.                      | 9974-105-22-5 |                |                                                                             |
| 2001 | El fuego y otros cuentos.            |               |                |                                                                             |
| 2004 | Ojos de Caballo.                     | 9789974950252 | Aguilar        | Le mereció el premio del Ministerio de Educación y Cultura.                 |
| 2007 | Tres Buitres.                        | 9974-95-156-3 | Alfaguara      |                                                                             |
| 2010 | Tres novelas cortas y otros relatos. | 9789974106550 | Banda Oriental |                                                                             |

- 2014, Sociología Jurídica: una introducción. (ISBN 2301-0851)